# Euphyllodromia tingomariensis
Euphyllodromia tingomariensis es una especie de cucaracha del género Euphyllodromia, familia Ectobiidae.

## Distribución
Esta especie se encuentra en Perú.